# ۷۵ (عدد)
 75 (عدد)

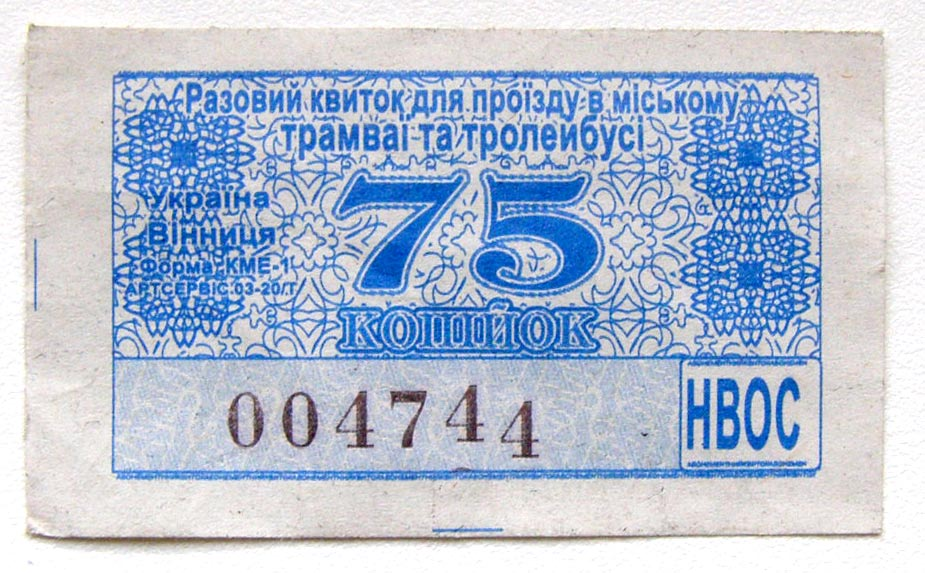
عدد 75 در پولبه نظر شما عدد 75 در کجاها کاربرد دارد؟

۷۵(هفتاد و پنج) یک عدد طبیعی است که بعد از ۷۴ و قبل از ۷۶ قرار دارد.